# Robert I Bruce
Robert I, Robert VIII de Bruce (średniowieczny gael. Roibert a Briuis; współczesny gael. Raibeart Bruis; ur. 11 lipca 1274, zm. 7 czerwca 1329) – król Szkocji 1306–1329.

## Życiorys
Najstarszy syn Roberta de Bruce’a, 8. lorda Annandale (zm. 1304) i Marjorie z Carrick (zm. 1292); ojciec pochodził z rodziny normańskiej, a matka z celtyckiej. Jego młodszymi braćmi byli: Edward de Bruce – wielki król Irlandii, Aleksander, Tomasz i Niall, jego młodszymi siostrami były: Krystyna, Małgorzata, Matylda, Maria i Izabela de Bruce – królowa Norwegii. Pretensje do tronu rodu Bruce’ów opierały się na pochodzeniu po kądzieli od króla Dawida I, zwanego Świętym. Robert I znany był pod przydomkiem „Waleczne Serce” (ang. Braveheart), który ostatnio jest przypisywany Williamowi Wallace’owi.
W 1296 podpisał Szmatławy rejestr, uznając tym samym rządy króla angielskiego. Po podboju Szkocji przez Anglię wybuchło powstanie narodowe, któremu przewodził William Wallace. Bruce nie popierał powstania. Według niektórych przekazów walczył nawet po stronie angielskiej. Przez cały zresztą okres powstania nie mógł się do końca zdecydować, kogo poprzeć i prowadził podwójną grę razem z Williamem Lambertonem, biskupem St. Andrews. W 1304 objął hrabstwo Carnick. Dopiero 27 marca 1306 jawnie wystąpił przeciw Anglikom, koronując się (symbolicznej koronacji złotą opaską dokonała Izabela MacDuff, hrabina Buchan, gdyż koronę wywiózł Edward I, który nakazał również pojmanie Roberta I, a później uwięzienie jego żony oraz Izabeli Buchan). Robert I został ekskomunikowany przez papieża za zabicie 10 lutego 1306 swojego głównego rywala do tronu szkockiego, Johna Comyn, w pojedynku w kościele franciszkanów w Dumfries. 19 czerwca 1306 został pokonany przez głównodowodzącego angielskiego w Szkocji, Aymera de Valence, Earla Pembroke, w bitwie pod Methven koło Perth. 11 sierpnia pod Dalrigh poniósł klęskę z rąk earla Alexandra Argylla, stojącego na czele klanu MacDougallów. Kilka następnych miesięcy spędził na wygnaniu (prawdopodobnie na wyspie Rathlin u północnych wybrzeży Irlandii lub na Orkadach, z którego powrócił w lutym 1307, by rozpocząć kolejne powstanie.

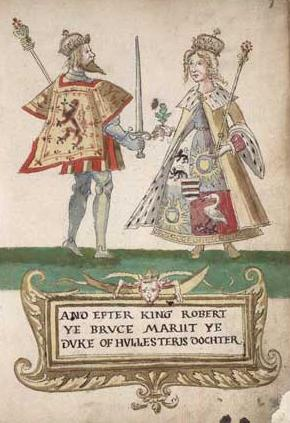
Robert Bruce i Elżbieta de Burgh

Okresu wygnania dotyczy legenda, iż ukrywając się przed Anglikami w nadmorskiej jaskini Robert Bruce, bliski załamania, poważnie rozważający rezygnację z walki, dostrzegł pająka usiłującego przeciągnąć nić przez całe wejście do groty. Kolejne próby kończyły się niepowodzeniami i upadkami, jednak pająk ostatecznie zdołał swą nić przeciągnąć. Wówczas Bruce miał podjąć decyzję, że będzie prowadził walkę z Anglią do skutku.
Po powrocie dowiedział się, że Anglicy zdobyli zamek Kildrummy i schwytali i zabili brata Roberta, Nigela. Zrozpaczony napadł na najbliższy garnizon angielski w Turnberry Castle i wyciął część zaskoczonej załogi, ale samej warowni nie zdołał zdobyć. W tym samym czasie dwaj inni jego bracia, Thomas i Alexander, wylądowali w Galloway i wpadli w ręce wrogiego klanu MacDougallów, którzy wydali ich na śmierć Anglikom. W kwietniu 1307 Robert wygrał bitwę pod Glen Troll. 10 maja 1307 pokonał Valence’a pod Loudon Hill. Ani te zwycięstwa, ani nawet śmierć Edwarda „Młota na Szkotów” 7 lipca 1307, nie oznaczały uzyskania niepodległości Szkocji. Przyszło o nią Robertowi I wytrwale walczyć, ale jego sytuacja, wobec objęcia rządów w Anglii przez słabego Edwarda II, była znacznie lepsza niż na początku wojny. Do 1309 opanował większość Szkocji, przeganiając garnizony angielskie. Na początku 1308 pokonał klan Comynów pod Inverurie, a latem tego roku wyprawił się przeciwko MacDougallom, których pokonał na przełęczy Brander pod szczytem Ben Cruachan. W 1309 zwołał swój pierwszy parlament. Roberta poparło w 1310 całe duchowieństwo szkockie, które w lutym wydało deklarację lojalności wobec króla. W tym samym roku, na wieść o przygotowaniach Edwarda II do wojny, uprzedził najazd angielski, niszcząc tereny przygraniczne, przez które miały przejść wojska Edwarda II. W 1311 przekroczył rzekę Solway i opanował Tynedale. Później najechał Northumberland, paląc Corbridge i okolicę. W 1312 złupił Hexham, wysyłając Jamesa Douglasa aż po Hartlepool. W Inverness zawarł traktat sojuszniczy z królem Norwegii Haakonem V Magnussonem. Z pomocą Norwegów zajął wyspę Man. Kolejno, w latach 1310–1313, padały ostatnie twierdze pozostające w rękach Anglików, jak Linlightgow (1310), Dumbarton (1311), Perth (w styczniu 1312), Broxburn i Edynburg (w marcu 1314). Ostatnim punktem oporu był zamek w Stirling, który wiosną 1313 Robert polecił oblegać swemu bratu Edwardowi. Po rocznym oblężeniu Edward uzyskał wiosną 1314 od jego komendanta, Sir Philipa de Mowbraya, obietnicę, że po roku opuści on zamek i przekaże go Szkotom. Fakt ten postanowił wykorzystać Edward II dla przeprowadzenia rozstrzygającej kampanii przeciwko Szkocji. 24 czerwca 1314 roku Robert odniósł świetne zwycięstwo pod Bannockburn. Z niewoli angielskiej powróciła żona Elżbieta oraz Isabella MacDuff. Panowanie angielskie było definitywnie skończone. Dla utrwalenia niepodległości Robert przedsięwziął kilka wypraw na Anglię (w kwietniu 1318 odzyskał Berwick, w 1322 odniósł zwycięstwo pod Old Byland), ale przede wszystkim wsparł powstańców w Irlandii. Irlandczycy, podobnie jak Szkoci, mieli dość panowania angielskiego. W 1316 królem Irlandii został Edward de Bruce, brat Roberta, co znacznie osłabiło pozycję Anglii. 6 kwietnia 1320 została opracowana deklaracja niepodległości, słynna Deklaracja z Arbroath. W 1326 parlament szkocki w Cambuskenneth uznał syna Roberta, Dawida, za prawowitego następcę tronu. Starania podjęte w Awinionie spowodowały, że wreszcie w 1328 papież Jan XXII zdjął ekskomunikę z Roberta I, którego w roku 1328 Edward III formalnie uznał za króla Szkocji. Wcześniej (w roku 1324) za króla uznał go papież Jan XXII.
W 1328 przeprowadzono w Edynburgu ostateczne rokowania pokojowe z Anglią, które przyniosły formalne uznanie niepodległości Szkocji, ale i obowiązek wypłaty 20 tysięcy funtów szterlingów na rzecz króla Anglii. Układ został przypieczętowany umową o małżeństwie między Dawidem, następcą tronu Szkocji, a Joanną, siostrą Edwarda III. 4 maja 1329 Edward III potwierdził w Northampton układ pokojowy ze Szkocją. Nie miał on szczerych intencji wobec Roberta I, gdyż od razu wsparł zarówno Edwarda Balliola, syna Johna Balliola, w jego pretensjach do tronu Szkocji, jak również udzielił obietnic panom angielskim w ich dążeniach do odzyskania utraconych w Szkocji majątków.
Robert I zmarł w zamku Cardross w 1329, 7 czerwca. Został pochowany w kościele w Dunfermline, a jego serce spoczęło w opactwie w Melrose.
Robert Bruce przejął tron jako potomek Dawida I, króla Szkocji. W ostatnich latach życia zmagał się z trądem, którego nabawił się w czasie swych licznych podróży.

### Rodzina
W 1295 Robert poślubił Izabelę of Mar (ur. ok. 1277 i zm. 1296), córkę Domhnalla I, earla Mar. Mieli jedynie córkę:
- Marjorie Bruce, która poślubiła Waltera Stewarta, VI Wielkiego Stewarda Szkocji (1293 – 1326). Zmarła 2 marca 1316, niedaleko Paisley w Renfrewshire – została zrzucona z końskiego grzbietu – a była w zaawansowanej ciąży. Jej dziecko przeżyło i zostało później Robertem II – królem Szkocji.

W 1302 Robert ożenił się po raz drugi, z Irlandką Elżbietą de Burgh (ur. 1289). Para miała dwóch synów i dwie córki: Jana, Matyldę, Małgorzatę i Dawida. Elżbieta zmarła 27 października 1327 w zamku Cullen, w Banffshire i została pochowana w Dunfermline.
Dodatkowo Robert miał kilkoro dzieci nieślubnych, z nieznanymi kobietami:
- Sir Roberta (zm. 12 sierpnia 1332, w bitwie pod Dupplin Moor),
- Waltera z Odistoun on the Clyde,
- Nialla z Carrick (zm. 17 października 1346, w bitwie pod Neville's Cross),
- Elżbietę, żonę Waltera Olifanta z Gask,
- Małgorzatę, żonę Roberta Glena,
- Krystynę z Carrick (zm. po 1329).